# Apokalypse Eis
Apokalypse Eis (Originaltitel: Post Impact) ist ein Katastrophenfilm aus dem Jahr 2004 von Regisseur Christoph Schrewe mit Dean Cain und Bettina Zimmermann in den Hauptrollen.

## Handlung
Alle 350.000 Jahre kommt der Komet „Bay-Leder 7“ der Erde so nah, dass man ihn mit bloßem Auge sehen kann. Im Jahr 2010 ist es wieder so weit und Gregor Starndorf, dessen Institut Starndorf (NLOSI) den Kometen entdeckt hat, sowie seine Tochter Anna beobachten den Kometen bei einem Empfang in der Botschaft der Vereinigten Staaten in Berlin. Nach einer Kollision mit einem nichtregistrierten Asteroiden ändert der Komet seine Bahn und droht in der nördlichen Hemisphäre über Russland auf die Erde zu stürzen.
Mit Hilfe des von Starndorf entwickelten Satelliten „SolStar2“ soll ein Mikrowellen-Strahl auf den Kometen abgeschossen werden, um seine Bahn zu verändern. Der Strahl kann jedoch nur Teile des Kometen aufspalten und vom Kurs ablenken. Kurz nach dem Einschlag kann Anna mit dem letzten Flugzeug Berlin verlassen, ihr Vater bleibt zurück. Auch Tom Parker, Sicherheitsbeamter der amerikanischen Botschaft, gelangt ins Flugzeug, muss jedoch seine Frau und seine kleine Tochter zurücklassen. Ganz Europa und die Nordhalbkugel werden aufgrund drastischer Wetteränderungen unter Schnee- und Eismassen begraben.
2013, drei Jahre nach dem Einschlag, haben die Überlebenden aus dem Norden in Afrika eine neue Heimat gefunden. In der marokkanischen Stadt Tanger haben die Neuen Vereinigten Nordstaaten (New United Northern States, abgekürzt NUNS) mit ihrer Präsidentin Miranda Harrison ihren Hauptsitz. Als man ein Militärflugzeug auf einen Erkundungsflug Richtung Berlin schickt, explodiert dieses und stürzt ab. Offenbar hat jemand den Mikrowellen-Strahl von „SolStar2“ auf das Flugzeug gelenkt. Der ursprünglich nur als experimentelles Kraftwerk geplante Satellit wurde durch Beteiligung des US-Militärs zu einem Waffensystem weiterentwickelt. Die Steuerung des Satelliten ist nur von Berlin aus möglich, doch gilt das Gebiet dort inzwischen als Todeszone, in der niemand mehr lebt. Da neben Starndorf auch seine Tochter Anna an dem Projekt mitgearbeitet hatte, lässt man sie aus dem ecuadorianischen Quito einfliegen, wo sie für eine humanitäre Organisation tätig ist.
In Tanger trifft Anna auf Tom Parker, der ihr erklärt, dass er den Absturz des Militärflugzeugs beobachtet hatte und deren Flugschreiber bergen konnte. Die Präsidentin beauftragt eine Expedition nach Berlin, um die Drahtzieher ausfindig zu machen und „SolStar2“ zu zerstören. Unter der Führung von Colonel Preston Waters sind neben einer Gruppe Soldaten auch Anna, Tom und sein Hund Sasquatch sowie Sarah Henley, die früher bei der britischen Spezialeinheit SAS tätig war, beteiligt. Nachdem Sarah Tom kennengelernt hat, verführt sie ihn unter der Dusche. Als man erfährt, dass der Satellit Marokko ins Visier nimmt, hat man noch 48 Stunden Zeit, den Tod von 4,5 Millionen Menschen zu verhindern. Kurz bevor das Flugzeug durch den Mikrowellen-Strahl zerstört wird, springen die Teilnehmer der Expedition in zwei Kettenfahrzeugen ab. An Fallschirmen landen sie an der ehemaligen Grenze zwischen Frankreich und Belgien. Dort beträgt die Außentemperatur −52 °C. Ein Kettenfahrzeug wird in Köln zerstört und muss zurückgelassen werden.
In Berlin angekommen, werden Tom und Sarah vorausgeschickt, um das Gebiet zu erkunden. Als sie das komplett unter Schnee und Eis begrabene Brandenburger Tor entdecken, werden sie von Unbekannten beschossen, ebenso wie die Soldaten und Colonel Waters in ihrem Kettenfahrzeug. Kurz bevor ihre Fahrzeuge von den Unbekannten zur Explosion gebracht werden, flüchten sie gemeinsam in einen Tunnel. Dort treffen sie auf ein kleines Mädchen, das sie zum U-Bahnhof Potsdamer Platz führt, wo eine Gruppe Menschen im Untergrund lebt. Organisiert wird das Leben der Menschen von jemand, den sie nur „den Doktor“ nennen und der im Reichstag wohnt.
Der „Doktor“ stellt sich als Gregor Starndorf heraus, der mittlerweile blind und auf einen Rollstuhl angewiesen ist. Dieser setzte auch die bewaffneten „Organisatoren“ ein, die Lebensmittel verteilen und bei Streitigkeiten vermitteln sollten, nun aber für seinen Assistenten Klaus Hintze arbeiten, der auch hinter dem Rücken von Starndorf „SolStar2“ kontrollierte. Bei einem Feuergefecht mit den „Organisatoren“ wird Starndorf von einer Kugel tödlich getroffen.
Nachdem es ihnen gelungen ist, in die Kommandozentrale von Hintze einzudringen, wird dieser von Sarah erschossen, obwohl er unbewaffnet war und sich ergeben hatte. Als Tom den Raum verlässt, erschießt Sarah auch ihren Vorgesetzten Colonel Waters. Sie lässt die Tür verriegeln und zwingt Anna, den Mikrowellen-Strahl auf andere Ziele im Nahen Osten auszurichten. Sarah wurde vom Militär in die Mission eingeschleust, um die arabischen Staaten, welche die Erdöllieferungen an die Nordstaaten kontrollieren, mit dem Mikrowellen-Strahl zu erpressen. So soll beispielsweise auch ein auf Mekka gefeuerter Strahl die Nordstaaten aus ihrer unterlegenen Rolle des Bittstellers bringen. Anna gelingt es, die Tür zu öffnen und Tom hereinzulassen. Doch Sarah behält die Kontrolle, und während sie Tom mit mehreren Schüssen verletzt, erklärt sie ihm, dass sie ihn nur verführt hatte, um ihn in ihrer Hand zu haben. Später wird Sarah von Anna erschossen.
Als Tom die Wohnung seiner Familie aufsucht, hat er Gewissheit, dass diese tot ist. Anstatt wie befohlen „SolStar2“ zu zerstören, führt Anna die Idee ihres Vaters fort und lässt den Satelliten einen modifizierten Strahl auf die vereisten Gebiete schießen, was zu einer Veränderung der Wetterlage und langfristig zu einer Umkehr des Eiszeit-Effekts führen soll. Der Plan funktioniert.

## Hintergrund
- Der von Unified Film Organization (UFO) und Tandem Communications in Zusammenarbeit mit RTL Television produzierte Fernsehfilm hatte seine Weltpremiere am 20. Mai 2004 um 20:15 Uhr auf RTL, wo er mit einem Marktanteil von 26,1 Prozent den Tagessieg in der Zielgruppe und insgesamt 4,44 Millionen Zuschauer erreichte. Nur 19 Tage später, am 8. Juni 2004, wurde der Film im Abendprogramm um 22.15 Uhr bereits das erste Mal wiederholt und erreichte trotzdem nochmals 2 Millionen Zuschauer.[2] Am 12. Juni 2004 wurde er in den USA auf dem Sci Fi Channel in einer leicht veränderten Fassung gesendet, bei der die Nacktszene von Joanna Taylor zensiert wurde.

- Auf die Kritik, der Film sei ein Abklatsch von The Day After Tomorrow, entgegnete Drehbuchautor Torsten Dewi, dass er die Idee zum Film bereits lange davor gehabt habe; wenige Tage nachdem er seine zweite Drehbuchfassung eingereicht habe, sei erstmals eine Ankündigung von The Day After Tomorrow zu lesen gewesen. Tatsächlich wurde Apokalypse Eis auch einen Tag vor der deutschen Premiere und eine Woche vor dem Kinostart von The Day After Tomorrow ausgestrahlt.

- Der Film wurde komplett in Bulgarien gedreht, zu rund 95 Prozent in den Studios von UFO Productions, sowie wenige Außendrehs in Sofia.

- Der Komet „Bay-Leder 7“ wurde vom Drehbuchautor nach Michael Bay und Mimi Leder benannt, den Regisseuren von Armageddon und Deep Impact.

- Rund 17 Minuten des Films bestehen aus komplett am Computer erstellten Szenen, weitere 20 Minuten wurden digital nachbearbeitet.

- Der ursprüngliche Arbeitstitel des Films lautete Apocalypse Berlin.

## Kritiken
„(Fernseh-)Endzeitdrama und Katastrophenfilm, das die üblichen Versatzstücke beider Genres aufbietet, um abenteuerlich zu unterhalten.“